# Мечищів

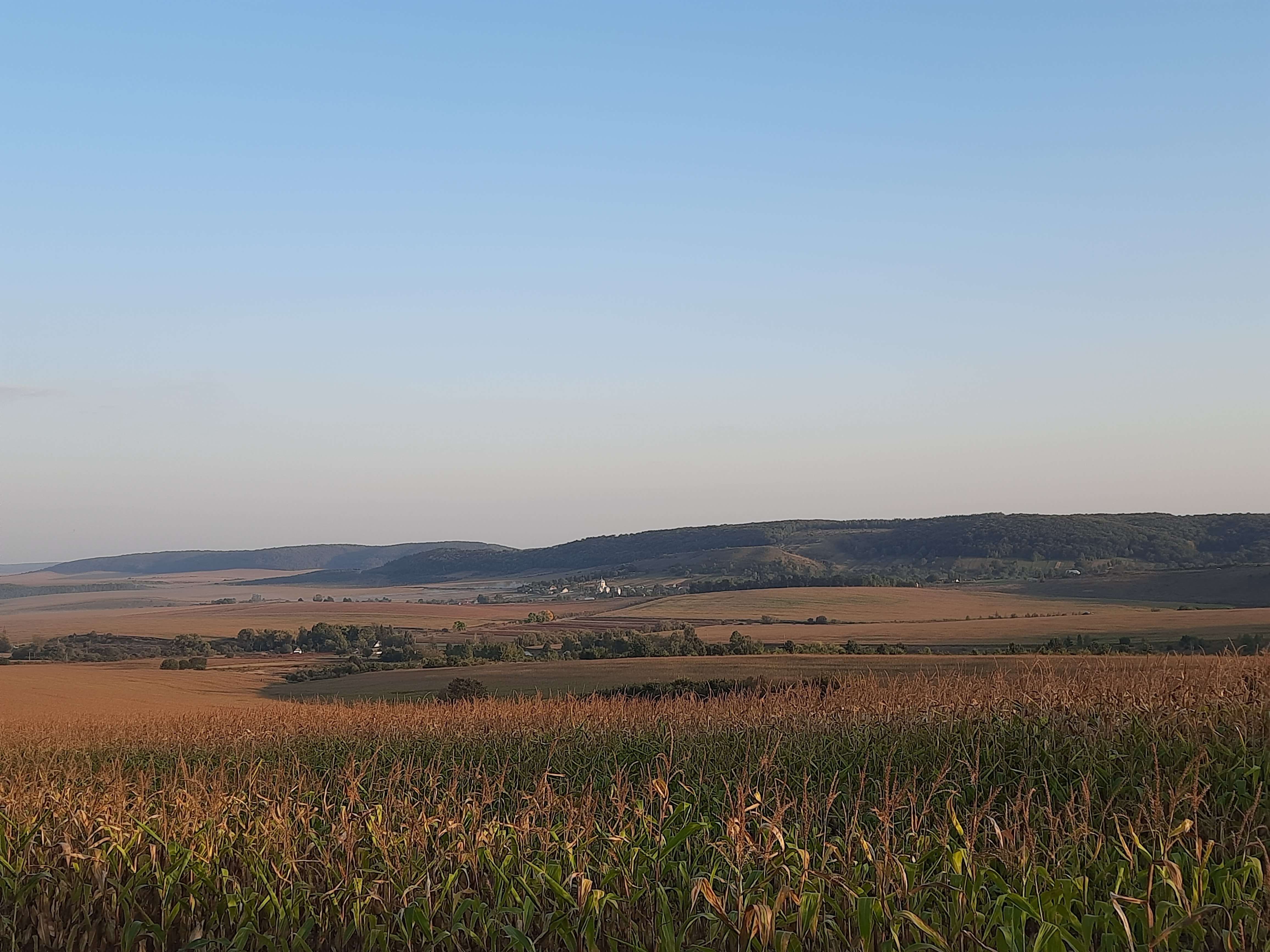
Вигляд на село з пагорба

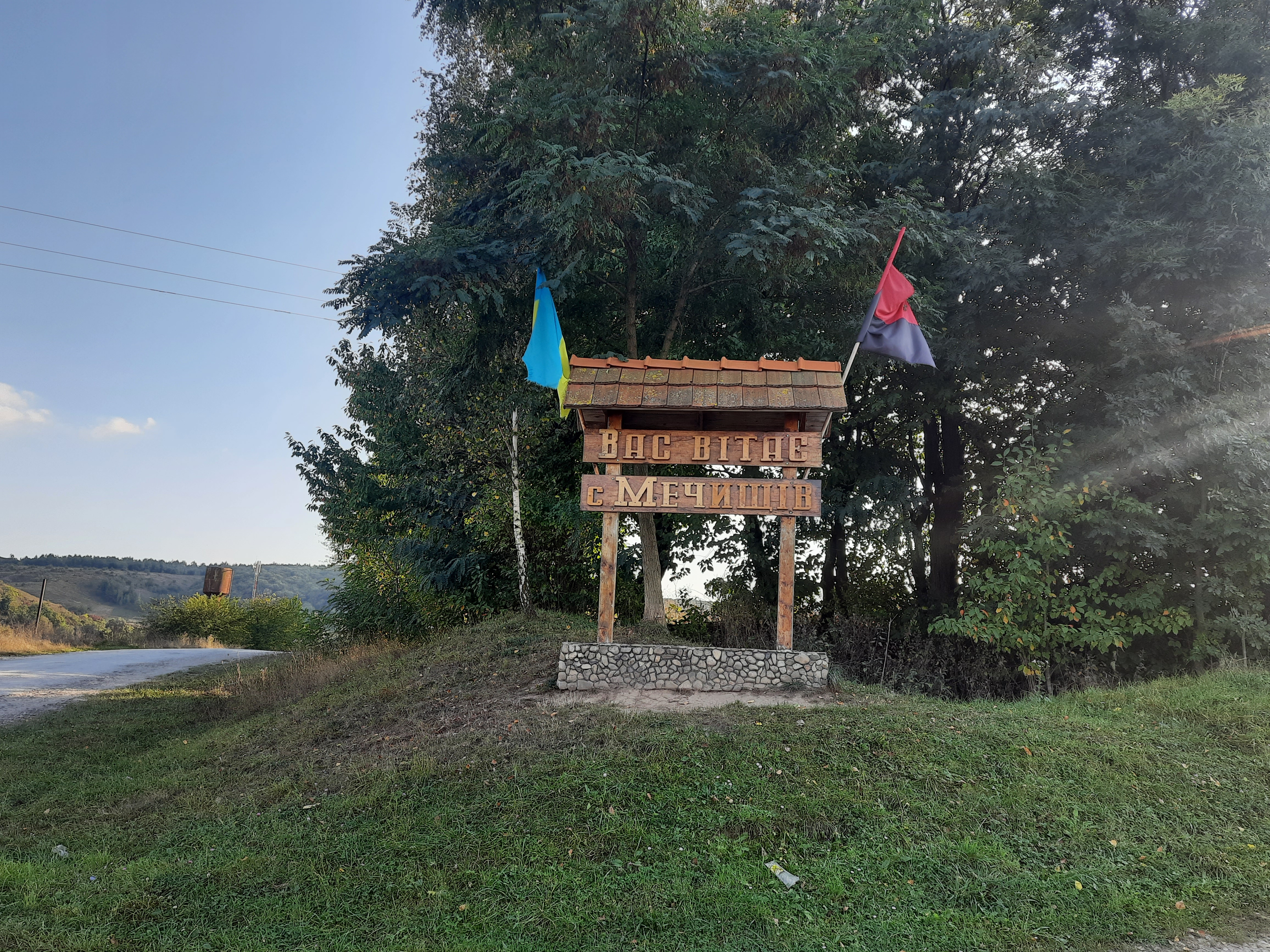
Знак при в'їзді в село

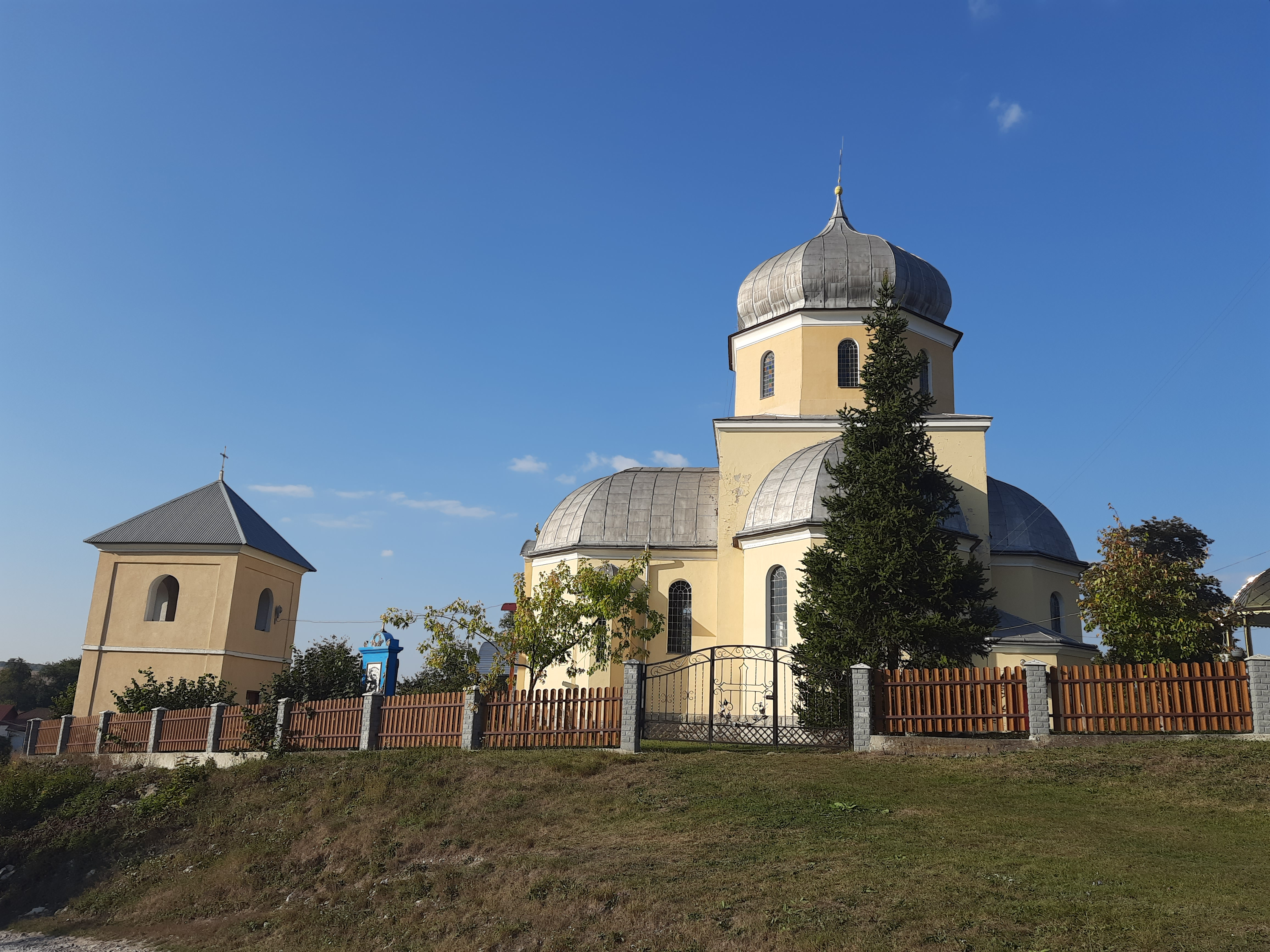
Церква Святого Миколая

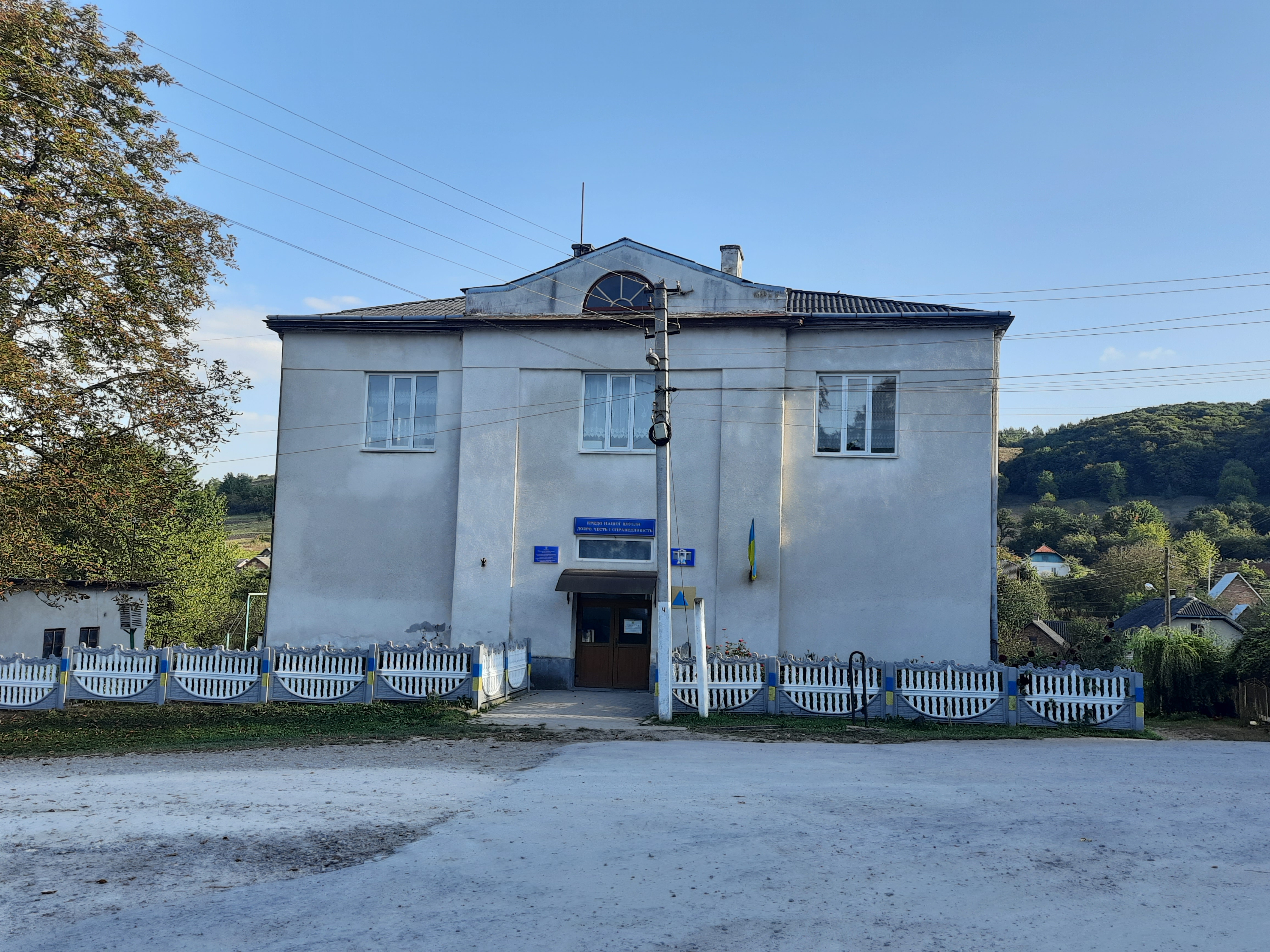
Школа

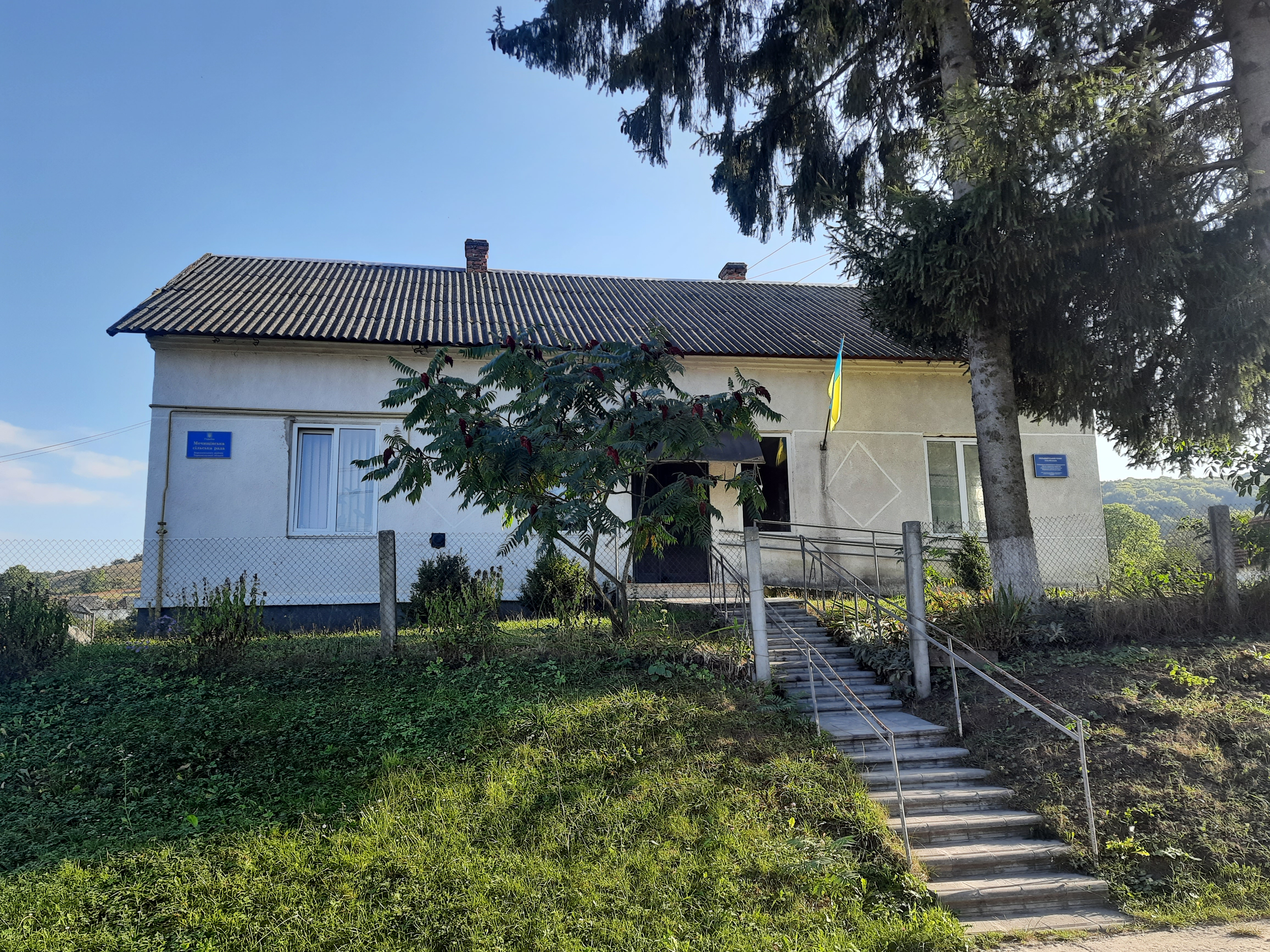
Старостат

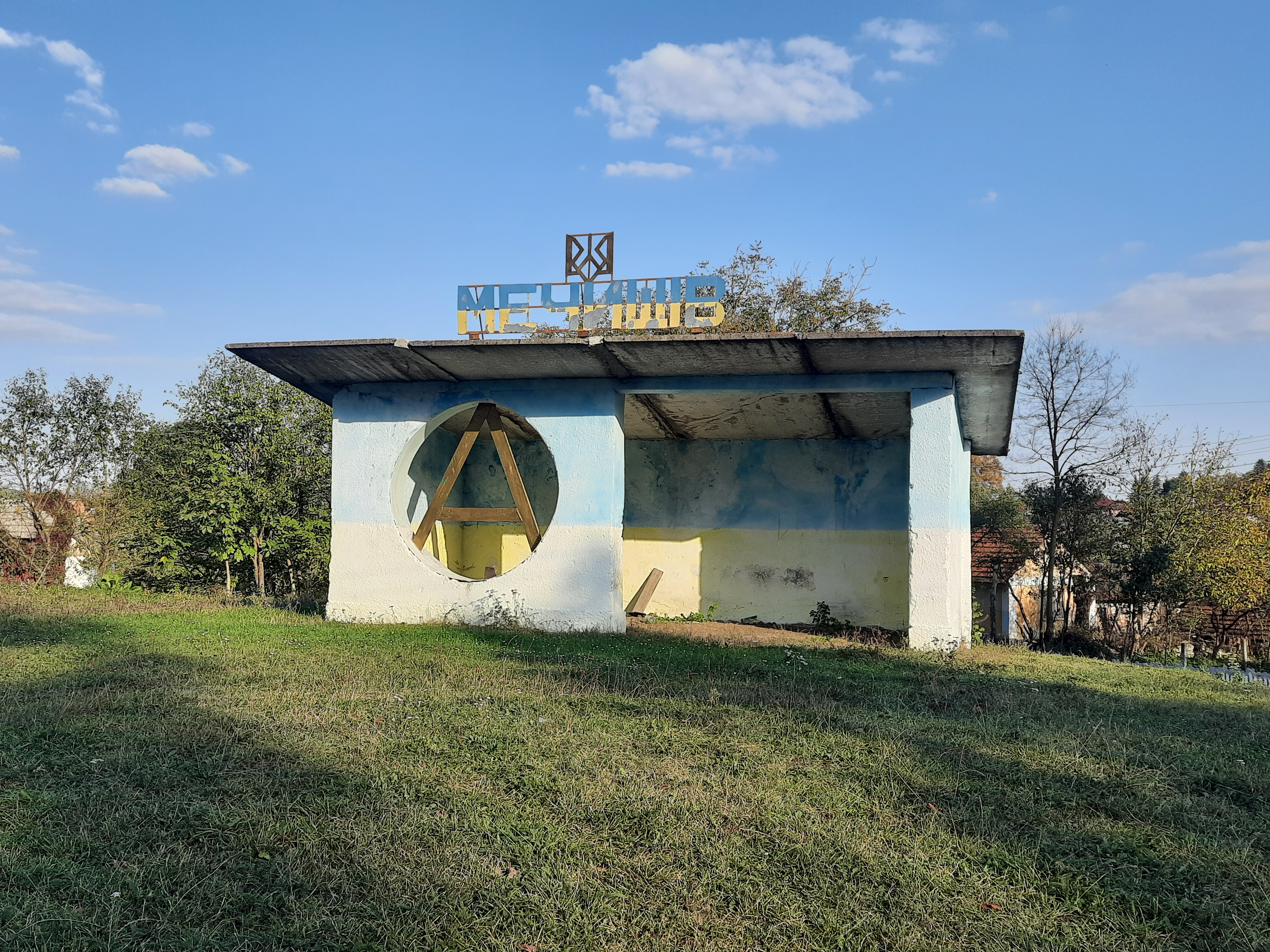
Автобусна зупинка

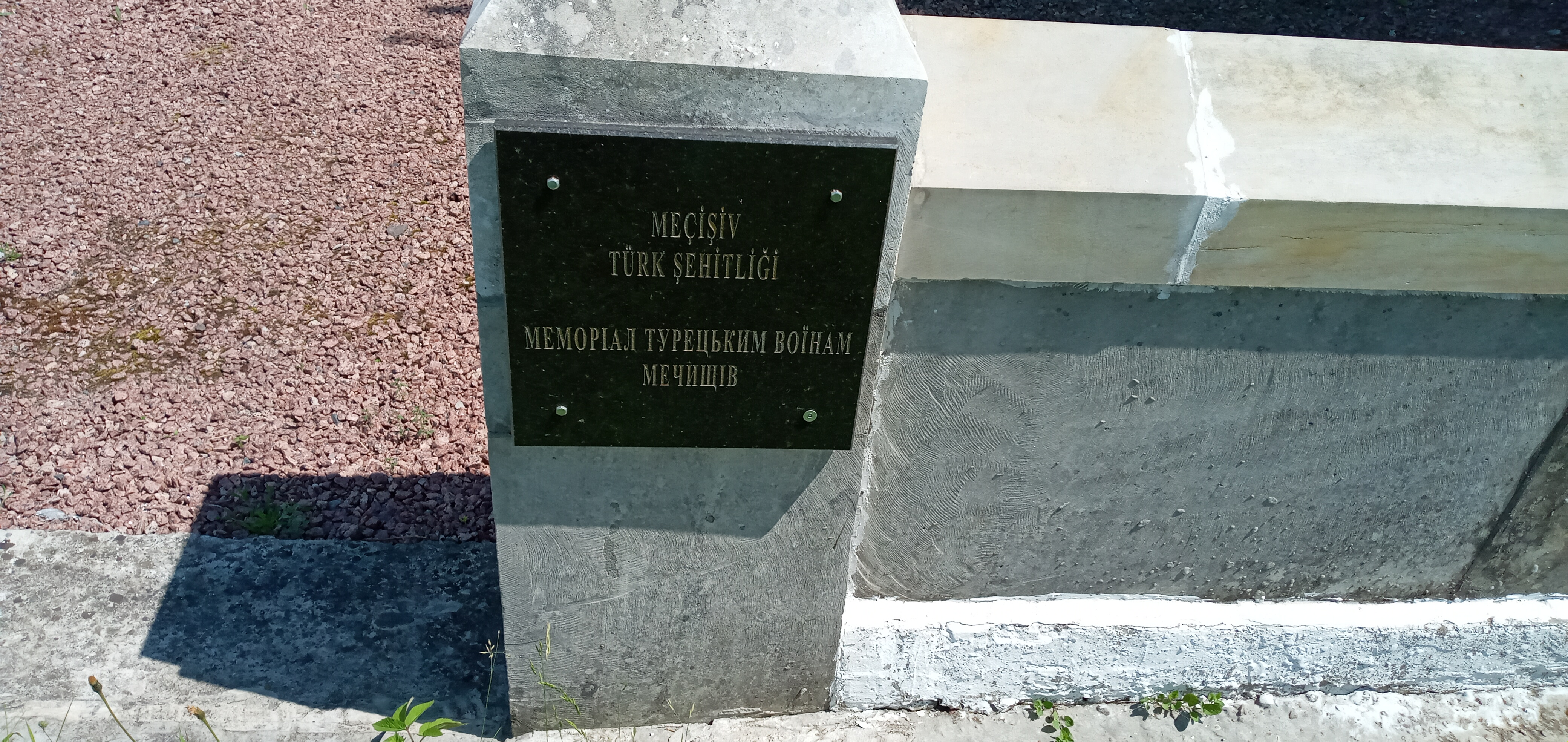
Вхід на турецький цвинтар у Мечищеві

Мечи́щів — село в Україні, у Саранчуківській сільській громаді Тернопільського району Тернопільської області. До 2020 року — адміністративний центр однойменної сільської ради, якій підпорядковані села Кути, Надорожнів, Червоне. У зв'язку з переселенням жителів хутір Червоний виключений із облікових даних[джерело?].

## Географія
Село Мечищів розташоване за 67 км від обласного центру та 11 км від міста Бережани. Неподалік села знаходиться гора Попелиха — найвища точка Тернопільської області.
У селі є вулиці: Зелена, Квіткова, Польова, Русина та Центральна. На південно-західній околиці села бере початок струмок Мечищівський.

### Клімат
Для села характерний помірно континентальний клімат. Мечищів розташований у «холодному Поділлі» — найхолоднішому регіоні Тернопільської області.
| Клімат Мечищова           | Клімат Мечищова | Клімат Мечищова | Клімат Мечищова | Клімат Мечищова | Клімат Мечищова | Клімат Мечищова | Клімат Мечищова | Клімат Мечищова | Клімат Мечищова | Клімат Мечищова | Клімат Мечищова | Клімат Мечищова | Клімат Мечищова |
| Показник                  | Січ.            | Лют.            | Бер.            | Квіт.           | Трав.           | Черв.           | Лип.            | Серп.           | Вер.            | Жовт.           | Лист.           | Груд.           | Рік             |
| Середній максимум, °C     | −1,3            | 0,1             | 5,0             | 13,0            | 18,9            | 22,0            | 23,4            | 22,8            | 18,5            | 12,8            | 5,6             | 0,7             | 11              |
| Середня температура, °C   | −4,3            | −2,8            | 1,4             | 8,2             | 13,5            | 16,7            | 18,1            | 17,4            | 13,4            | 8,3             | 2,7             | −1,8            | 7               |
| Середній мінімум, °C      | −7,2            | −5,7            | −2,2            | 3,4             | 8,2             | 11,5            | 12,9            | 12,1            | 8,4             | 3,8             | −0,2            | −4,3            | 3               |
| Норма опадів, мм          | 33              | 32              | 34              | 51              | 79              | 93              | 97              | 72              | 56              | 39              | 38              | 41              | 665             |
| ------------------------- | --------------- | --------------- | --------------- | --------------- | --------------- | --------------- | --------------- | --------------- | --------------- | --------------- | --------------- | --------------- | --------------- |
| Джерело: climate-data.org |                 |                 |                 |                 |                 |                 |                 |                 |                 |                 |                 |                 |                 |

## Історія
Перша писемна згадка — 1438 року. Власник села — Петро Романовський, син Івана-Гліба Дядьковича з Романова гербу Шалава.
У податковому реєстрі 1515 року в селі документується 2 лани (близько 50 га) оброблюваної землі.
На карті Фрідріха фон Міга (1779—1782) видно укріплення на південно-східній околиці Мечищіва на горі Замчисько або Замок, біля урочища Під стінкою. Ще одне городище було розміщене на горі Козаківка, яке знаходиться на південь від села, на нього вказує Географічний словник Королівства Польського (можливо, це городище — те саме, яке є на горі Замок, а у Географічному словнику Королівства Польського є помилка відносно назви пагорбу, на якому було укріплення).
Укріплення невелике, воно мисовидного типу, розміщене на підвищенні. Замок оточував земляний вал. Можливо, цей пізньосередньовічний замок був розміщений на місці давньоруського городища. На відстані 4,5 кілометра від Мечищева в селі Городиська було слов'янське городище Х — ХІІІ століть.
На замковому пагорбі є окопи Першої світової війни, через село у 1916 та у 1917 роках проходила лінія фронту.
У 1916 році в селі розміщувався штаб турецької 19-ї піхотної дивізії.
Діяли українські товариства «Просвіта», «Луг», «Союз українок», кооператива.
У 1940 році засновано колгосп.
44 чоловіки брало участь в німецько-радянської війни, з них 28 загинуло. Всі учасники війни нагороджені орденами й медалями СРСР.
12 червня 2020 року, відповідно до розпорядження Кабінету Міністрів України № 724-р «Про визначення адміністративних центрів та затвердження територій територіальних громад Тернопільської області», село увійшло до складу Саранчуківської сільської громади Бережанського району.
19 липня 2020 року, в результаті адміністративно-територіальної реформи та ліквідації Бережанського району, село увійшло до складу Тернопільського району.

## Населення
За даними перепису населення 2001 року мовний склад населення села був таким:
| Мова       | Кількість, осіб | Відсоток |
| ---------- | --------------- | -------- |
| українська |                 | 99,49    |
| російська  |                 | 0,51     |

Населення — 591 особа (2001). Дворів — 212.

## Пам'ятки
- Церква святого Миколая (1928, кам'яна).
- «Хресна дорога» на честь 2000-річчя християнства (2000).
- Пам'ятний хрест на честь скасування панщини (1997).
- Пам'ятний знак до 560-річчя населеного пункту (1998).
- Символічні могили:
  - борцям за волю України (1991);
  - жертвам сталінського терору (1993).
- Пам'ятник воїнам-односельцям, полеглим у німецько-радянській війні (1979).
- Турецький військовий цвинтар (1916) на околиці села[5].

## Соціальна сфера
- Середня загальноосвітня школа I—III ступенів
- Клуб
- Бібліотека
- Фельдшерсько-акушерський пункт
- Відділення зв'язку
- Крамниці

## Особистості
- Богдан Федик  — український військовик, хорунжий УПА, командир 18-го (Чортківського) ТВ «Стрипа» ВО-3 «Лисоня».
- Ярослав Федик  — український військовик, Лицар Золотого хреста бойової заслуги 1-го класу.
- Горох Горовіц з Підгаєць — власник двора в селі, попередниками були Сагайдаковські.